# Łobzowiec
Łobzowiec – wieś w Polsce położona w województwie wielkopolskim, w powiecie jarocińskim, w gminie Jaraczewo. 
W latach 1975–1998 miejscowość administracyjnie należała do województwa kaliskiego.
We wsi jest wiejska świetlica i przystanek kolejowy Łobzowiec.

## Urodzeni w Łobozowcu
- Teofil Ratajczak – polski ksiądz katolicki, protonotariusz apostolski (supra numerum), honorowy obywatel miasta Buk[3].